# Belle-et-Houllefort
Belle-et-Houllefort is een gemeente in het Franse departement Pas-de-Calais (regio Hauts-de-France). De gemeente telt 533 inwoners (1999) en maakt deel uit van het arrondissement Boulogne-sur-Mer.

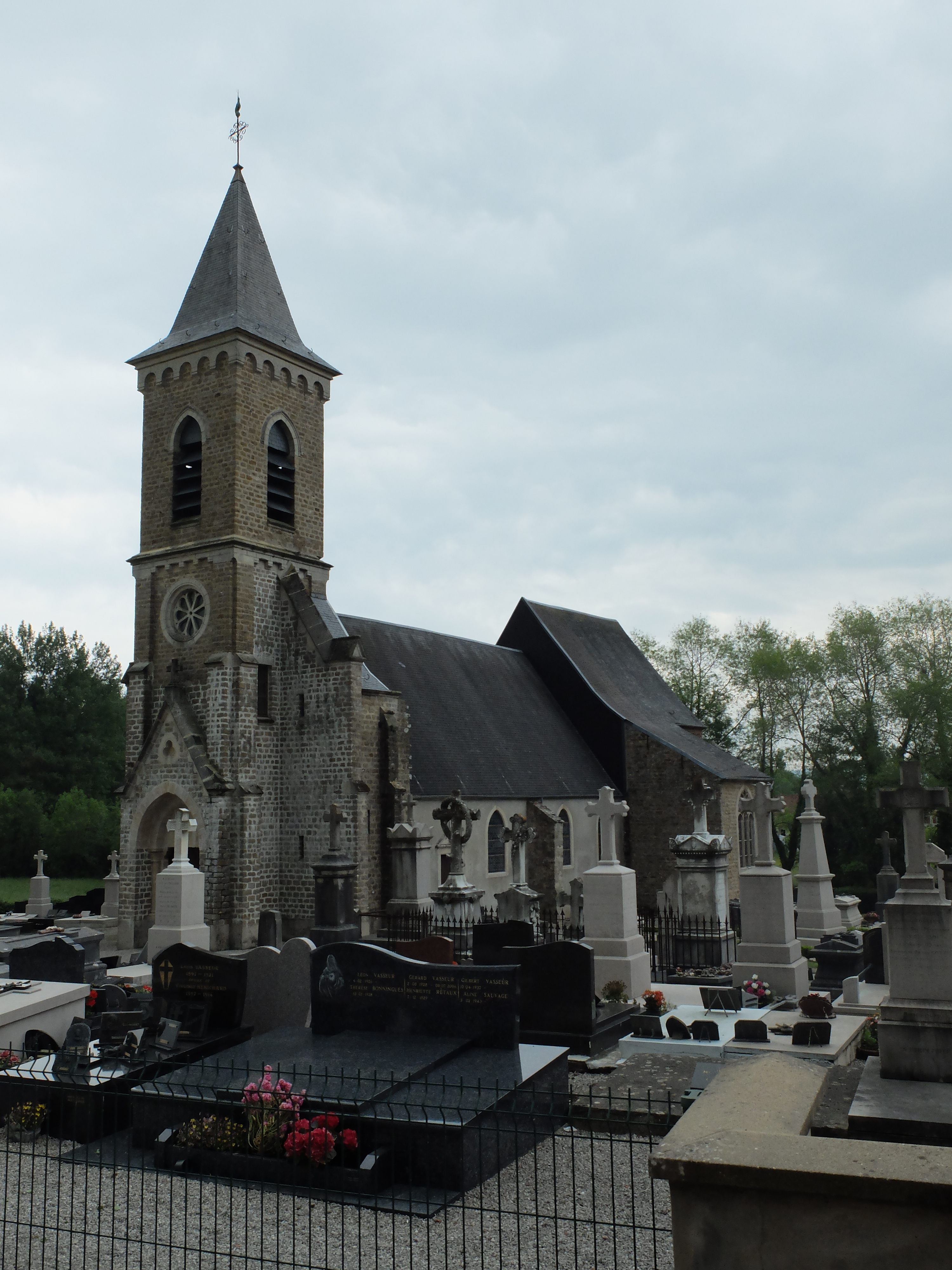
Église Saint-Omer

## Geschiedenis
Oude vermeldingen van de plaatsen Belle en Houllefort dateren uit de 12de eeuw. De kerk van Houllefort was een hulpkerk van die van Belle.
Op het eind van het ancien régime werden beide plaatsen ondergebracht in de gemeente Belle-et-Houllefort.

## Geografie
De oppervlakte van Belle-et-Houllefort bedraagt 9,2 km², de bevolkingsdichtheid is 57,9 inwoners per km². Het dorp Belle ligt centraal in de gemeente. In het noordoosten ligt het gehucht Houllefort.
De onderstaande kaart toont de ligging van Belle-et-Houllefort met de belangrijkste infrastructuur en aangrenzende gemeenten.

## Bezienswaardigheden
- De Église Saint-Omer van Belle
- De voormalige Église Saint-Michel van Houllefort

## Demografie
Onderstaande figuur toont het verloop van het inwonertal (bron: INSEE-tellingen).

## Politiek
Burgemeesters van Belle-et-Houllefort waren:
- 1989-2001 : Gérard Vasseur
- 2001-2014 : Jules Humières
- 2014-... : Michel Dufay

## Verkeer en vervoer
Door het zuiden van de gemeente loopt de nationale weg tussen Boulogne-sur-Mer en Sint-Omaars.